# 戈尔甘市篮球俱乐部
戈尔甘市篮球俱乐部（波斯語：‎）是一隻位於伊朗戈尔甘的籃球俱樂部，成立於1969年，2021、2022、2023年在伊朗籃球超級聯賽完成三連霸。